# Festspiele Heppenheim

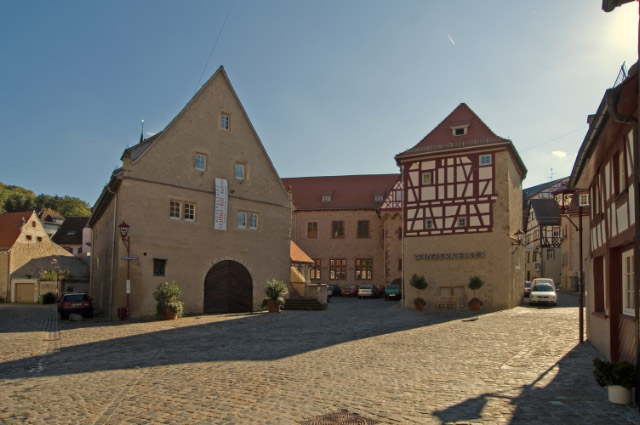
Spielstätte: Der Kurmainzer Amtshof in der Altstadt Heppenheims

Die Festspiele Heppenheim sind ein Theaterfestival in Heppenheim (Bergstraße), Kreisstadt des südhessischen Kreises Bergstraße und gelegen an der Bergstraße am Rande des Odenwaldes in Südhessen. Die Festspiele finden seit 1974 jeden Sommer von Juli bis September statt.

## Geschichte
Gegründet wurden die Festspiele Heppenheim von dem Schauspieler und Regisseur Hans Richter und seiner Ehefrau Ingeborg Bieber (1921–2009). Am 9. August 1974 fand die Eröffnung mit dem Stück Jedermann von Hugo von Hofmannsthal vor der katholischen Pfarrkirche St. Peter (im Volksmund auch Dom der Bergstraße) statt.
Die eigentliche Spielstätte der Festspiele aber ist das Theater im Hof im historischen Kurmainzer Amtshof. Es ist dem Shakespeare-Theater nachempfunden. Bei Wein und Laugengebäck finden an Tischen ca. 580 Zuschauer Platz. Seit der Gründung hatten die Festspiele weit mehr als 1.000.000 Besucher.
Seit 1992 standen die Festspiele und das Theater unter der Leitung von Thomas Richter († 2017), Sohn von Hans Richter. Von 2012 bis 2018 übernahm seine Frau Sabine Richter die leitende Funktion. Von 2018 bis 2019 war Stephan Brömme der Geschäftsführer der Festspiele Heppenheim GmbH. Die Betreibergesellschaft musste aufgrund der Einschränkungen durch die COVID-19-Pandemie im Mai 2020 vorläufige Insolvenz anmelden.
Ab der Spielzeit 2022 werden die Festspiele Heppenheim mit Regisseurin, Theatermacherin und Schauspielerin Iris Stromberger als Intendantin neu belebt. Nach jahrzehntelanger Tätigkeit als Schauspielerin und Regisseurin leitet sie seit 2018 TheaterLust in Darmstadt.

## Inszenierungen
- 1974: Jedermann / Mirandolina
- 1975: Jedermann / Das Versteck
- 1976: August, August, August / Helden
- 1977: August, August, August / Der Zerrissene
- 1978: Der Widerspenstigen Zähmung / Die Komödie der Irrungen
- 1979: Jedermann / Der zerbrochne Krug
- 1980: Volpone / Die Liebeswurzel
- 1981: Der tolle Tag / Tartuffe
- 1982: Einen Jux will er sich machen / Der Verschwender
- 1983: Jedermann / Was ihr wollt
- 1984: Die Schöne und der Schelm / Mirandolina
- 1985: Die Schöne und der Schelm / Urfaust
- 1986:  Die Schule der Frauen /  Die lustigen Weiber von Windsor
- 1987: Diener zweier Herren /  Die lustigen Weiber von Windsor
- 1988: Jedermann / Amphitryon
- 1989: Zwei Herren aus Verona / Der Liebesbrunnen
- 1990: Der tolle Tag / Der Liebesbrunnen
- 1991: Der Geizige / Es begann in Pavia
- 1992: Der Lügner / Die Schelmenstreiche des Scapin
- 1993: Dame Kobold / Viel Lärm um Nichts
- 1994: Der Talisman / Don Gil von den grünen Hosen
- 1995: Die venezianischen Zwillinge / Der eingebildete Kranke
- 1996: Der Revisor / Lumpazivagabundus
- 1997: George Dandin / Was kam denn da ins Haus
- 1998: Jedermann / Das Kaffeehaus
- 1999: Die kluge Närrin /  Der Raub der Sabinerinnen
- 2000: Cyrano de Bergerac / Was ihr wollt
- 2001: Der Wirrkopf / Der zerbrochne Krug
- 2002: Volpone / Verlorene Liebesmüh
- 2003: Shakespeare sämtliche Werke – leicht gekürzt / Dramatische Werke von Loriot
- 2004: Die Schwiegerväter / Wie es euch gefällt
- 2005: Der Ritter vom Mirakel / Der Geizige
- 2006: Die deutschen Kleinstädter / Der Widerspenstigen Zähmung / Sonny Boys
- 2007: Tartuffe / Der Damenschneider
- 2008: Der Hauptmann von Köpenick / Dramatische Werke von Loriot
- 2009: Die Sklavin ihres Geliebten / Das Sparschwein
- 2010: Der Lügner / Monsieur Chasse
- 2011: Pension Schöller / Der eingebildete Kranke
- 2012: Die Hose / Ladykillers
- 2013: Ein Sommernachtstraum / Der süsseste Wahnsinn
- 2014: Der fröhliche Weinberg / Doppelt leben hält besser
- 2015: Auf und davon / Amphitryon
- 2016: Oliver Twist / Petterson, Findus und der Hahn
- 2017: Ziemlich beste Freunde / Pasta e basta
- 2018: Wie im Himmel / Backbeat
- 2019: Sherlock Holmes / Loriots dramatische Werke
- 2022: Der fröhliche Weinberg / Cash ...und ewig rauschen die Gelder

## Persönlichkeiten (Auswahl)
- Amadeus August
- Peter Bongartz
- Harald Dietl
- Elinor Eidt
- Joachim Hansen
- Rüdiger Joswig
- Christopher Krieg
- Fritz Muliar
- Uli Pleßmann
- Veit Relin
- Walter Renneisen
- Hans Richter
- Horst Sachtleben
- Nikolaus Schilling
- Karl Schönböck
- Friedrich Schönfelder
- Günter Strack
- Iris Stromberger
- Fabian Stromberger
- Friedrich von Thun
- Klaus Wennemann
- Klaus Wildbolz
- Monika Dahlberg
- Katja Ebstein
- Brigitte Grothum
- Christine Kaufmann
- Marion Kracht
- Anja Kruse
- Elfriede Kuzmany
- Andrea L’Arronge
- Carsta Löck
- Martha Marbo
- Eva Pflug
- Jasmin Wagner
- Viola Wedekind